# Palmeiras Futebol Clube
O Palmeiras Futebol Clube é uma agremiação recreativa e esportiva, e uma equipe de futebol da cidade de São João da Boa Vista, interior do Estado de São Paulo. Fundado em 12 de janeiro de 1924, suas cores são preto e branco.

## História
A equipe alvinegra de São João da Boa Vista foi fundada em homenagem à Associação Atlética das Palmeiras, da capital paulista, na qual se inspirou nas cores do escudo e do uniforme. Teve 30 participações no Campeonato Paulista de Futebol.
Em 6 de março de 1955, foi inaugurado estádio com um jogo amistoso comemorativo contra o Campinas que venceu o jogo por 5 a 1.
Em 7 de janeiro de 1961, foi inaugurado os refletores do estádio, novamente com a presença do Guarani de Campinas, que venceu o jogo por 2 a 0.

## Estatísticas

### Participações
| Competição      | Temporadas | Melhor campanha     | Anos                                               | A | R |
| Série A2        | 18         | 6º colocado (1984)  | 1967, 1971, 1973, 1975-1976, 1980-1989 e 1991-1993 | – | 1 |
| Série A3        | 9          | Campeão (1979)      | 1956, 1962-1966 e 1977-1979                        | 2 | – |
| Série A4        | 2          | Sem dados           | 1994-1995                                          | – | 1 |
| Segunda Divisão | 1          | 15º colocado (1998) | 1998                                               | – | – |

## Títulos

### Estaduais
- Campeonato Paulista - Série A3: 1979